# خانه افشاری
خانه افشاری مربوط به دوره قاجار است و در شهرستان تیران و کرون، بخش مرکزی، شهر رضوانشهر، خیابان ملاصدرا، بن‌بست اول واقع شده و این اثر در تاریخ ۲۰ اسفند ۱۳۸۵ با شمارهٔ ثبت ۱۸۰۹۹ به‌عنوان یکی از آثار ملی ایران به ثبت رسیده است.